# 排長

美國海軍陸戰隊的一位排長正在與士兵講話

排長是軍中排級單位的指揮官，通常為少尉或中尉軍官擔任，領導3到4個班級單位。

## 權責
- 根據中華民國《國軍內務教則》
- 第二章 軍隊組織體系與職責
- 第三節 基層連隊
- 第三款 連隊成員職責
- 排長職責
- 排長對全排工作負成敗責任。
- 排長應經常照顧部屬生活起居，瞭解部屬疾苦，主動積極疏導處理或及時建議連（隊）長，儘力設法解決。
- 領導全排按計畫參與指導連隊內各項教育訓練任務，提高全排人員的戰鬥技能，堅決達成戰鬥任務。
- 連（隊）長、副連（隊）長、輔導長均因故離連或不能執行勤務時，由資深之排長代理連（隊）長。